# Герб Віньківців
Герб Віньковець — офіційний символ селища Віньківці Хмельницької області. Затверджений сесією селищної ради 28 липня 1993 року. 
Автор — Валентин Ільїнський.

## Опис
Щит чотирикутної форми із загостренням в основі та заокругленими нижніми кутами, скошений зліва хвилястою смугою, що означає річку Калюс, на якій розташовані Віньківці. У горішній частині в лазуровому полі зображено гілку яблуні з плодами як символ садів, що споконвіку ростуть на віньковецькій землі. У долішній частині — в зеленому полі золотий колосок, як символ родючості. Тут же рік першої документальної згадки про Віньківці — 1493.